# Cratere Dohitt
Dohitt è un cratere sulla superficie di Rea.